# مدرسه دخترانه آمریکایی تهران
مدرسه دخترانه آمریکایی تهران (به انگلیسی: American School for Girls in the Presbyterian missionary compound in Tehran)، نخستین مدرسه دخترانه در تهران بود. این مدرسه توسط مبلغان مسیحی (مسیونر) آمریکایی کلیسای پرسبیتری که به ایران آمدند، در سال ۱۲۵۳ در دوره قاجار تأسیس شد که بعدها تبدیل به مدرسه ایران بیت‌ئیل و سپس، کالج دماوند شد.
پیش از این مدرسه، میسیونرها در سال ۱۲۱۷، یک مدرسه دخترانه مذهبی در ارومیه ساخته بودند که تنها مسیحیان می‌توانستند در آن ثبت نام کنند.
مدرسه دخترانه آمریکایی تهران و مدرسه پسرانه (کالج آمریکایی‌ها (تهران)) در سال ۱۲۵۳ گشوده شدند اما تا سال ۱۲۶۷ فقط دختران مسیحی می‌توانستند در آن ثبت نام کنند. از آن سال دختران زرتشتی و یهودی نیز وارد این مدرسه شدند و در سال ۱۲۷۵ دختران مسلمان نیز از سوی دولت اجازه ورود به این مدرسه را پیدا کردند.
مدرسه دخترانه را میس رتلت و میس کینگ اداره می‌کردند. میس دولیتل نیز از مدیرانی بود که ۴۵ سال مدیریت این مدرسه را عهده‌دار بود و پس از بازنشستگی نیز ایران را به دلیل علاقه‌اش ترک نکرد و به کار در درمانگاه وابسته به انجمن فارغ‌التحصیلان پرداخت. حدود ۵۰۰ دانش‌آموز در زمان میسیون آمریکایی از این مدرسه فارغ‌التحصیل شدند. دانش‌نامه خاتمه تحصیل آنان با امضا و مهر ساموئل مارتین جردن و رئیس دانشگاه ایالتی نیویورک مورد تأیید قرار می‌گرفت.
نخستین دانش‌آموختگان ایرانی مسلمان این مدرسه، بدرالدجی مهرتاج رخشان و مریم اردلان نام داشتند.
مریم اردلان، مدتی رئیس پرورشگاه دختران بود اما این مراکز تربیتی را در سال ۱۳۱۹ تعطیل و به دولت ایران واگذار کردند زیرا وجود مدرسه‌های خارجی در ایران ممنوع شده بود.
مدرسه آمریکایی ۱۰ سال تعطیل بود تا اینکه دوباره با نام مدرسه ایران بیت‌ئیل بازگشایی شد.

## جمعیت فارغ‌التحصیلان مدرسه آمریکایی
جمعیت فارغ‌التحصیلان مدرسه آمریکایی در سال ۱۲۹۳ تشکیل شد. این انجمن از سال ۱۳۰۰، مجله عالم نسوان را منتشر می‌کرد. از سال ۱۳۲۵ کلاس‌های سوادآموزی برای بزرگسالان برگزار می‌کرد و درمانگاه کوچکی را در خیابان خانقاه تأسیس کرد که دو پزشک عضو انجمن در آن زنان و کودکان فقیر را به رایگان درمان می‌کردند. این انجمن کتابخانه‌ای در سال ۱۳۴۲ تأسیس کرد.
عالم نسوان به سرپرستی میسیز پویس و صاحب امتیازی نوابه صفوی به مدت حدود ۱۴ سال انتشار یافت. موضوع مقاله‌های مجله گسترده بود و شامل گزارش‌های پزشکی، ترفندهای خانه‌داری، مد لباس در غرب، آثار ادبی و اخبار جنبش‌های فمینیستی جهان می‌شد. این مجله به چاپ مطالبی در تقبیح ازدواج زودهنگام دختران، نبود حقوق سیاسی زن در ایران و حجاب هم می‌پرداخت. به خصوص در سال‌های آخر دست به انتقادهای تندی از شرایط بدِ زنان می‌زد. چاپ مجله، پس از اعلام کشف حجاب از سوی رضاشاه، متوقف شد.